# Транденков, Игорь Леонидович
Игорь Леонидович Транденков (род. 17 августа 1966, Ленинград) — советский и российский легкоатлет, прыгун с шестом. Серебряный призёр Олимпийских игр (1992, 1996). Бронзовый призёр чемпионата мира (1993), серебряный призёр чемпионата Европы (1994). Победитель Игр доброй воли (1994). Чемпион России (1994, 1995). Заслуженный мастер спорта России.

## Биография
Тренировался под руководством Александра Кирилловича Оковитого.
Лучший результат — 6,01 м, установлен 4 июля 1996 в Санкт-Петербурге. 
Работал с волейбольными командами «Динамо» (Ленинградская область) и «Ленинградка» тренером по общефизической подготовке.
Был женат на легкоатлетке, олимпийской призёрке Марине Транденковой. Сейчас женат на волейболистке Наталье Алимовой. Племянник известного баскетбольного тренера Владимира Кондрашина.

## Награды
- Медаль ордена «За заслуги перед Отечеством» II степени (6 января 1997 года) — за заслуги перед государством и высокие спортивные достижения на XXVI летних Олимпийских играх 1996 года[6]